# Instituto Yamashina de Ornitologia
O Instituto Yamashina de Ornitologia é um museu japonês, localizado em Abiko, na província de Chiba.

## História
Em 1932, o Dr. Yoshimaro Yamashina (1900-1989) construiu um museu particular em sua residência em Shibuya, Tóquio, para abrigar espécies de pássaros e livros. Em 1942, ele transformou seu museu de ornitologia em um instituto sob jurisdição do Ministério da Cultura do Japão.
Em 1984, o museu mudou-se para seu atual endereço, situado a nordeste de Tóquio.

## Trivialidade
- A Princesa Nori trabalhou no Instituto Yamashina até seu casamento, em 2005.